# Моццекане
Моццекане (итал. Mozzecane) — коммуна в Италии, располагается в провинции Верона области Венеция.
Население составляет 5611 человек (на 2004 г.), плотность населения составляет 199 чел./км². Занимает площадь 24,71 км². Почтовый индекс — 37060. Телефонный код — 045.
Покровителем коммуны почитается святой апостол Пётр. Праздник ежегодно празднуется 29 июня.